# Église Saint-Loup de Bromeilles
Pour les articles homonymes, voir Église Saint-Loup.
L'église Saint-Loup est une église catholique située à Bromeilles, en France.

## Localisation
L'église est située dans le département français du Loiret, sur la commune de Bromeilles.

## Historique
L'édifice est classé au titre des monuments historiques en 1913.

## Pour approfondir